# Al-Zaytoonah Universiteit van Jordanië
De Al-Zaytoonah Universiteit van Jordanië (Arabisch:جامعة الزيتونة الأردنية) is een private onderzoeksuniversiteit, gevestigd in Amman, Jordanië. De universiteit werd opgericht in 1993 en heeft 8 verschillende faculteiten.
In de QS World University Rankings van 2020 staat de Al-Zaytoonah Universiteit van Jordanië op een 91-100ste plaats in de ranglijst voor Arabische landen, waarmee het de 9e Jordaanse universiteit op de lijst is.